# Molins de Rei
Molins de Rei – miasto w Hiszpanii, w regionie Katalonii. W 2007 roku liczyło 23 544 mieszkańców.